# Jahn-Teller-effect
Het Jahn–Teller-effect, soms ook aangeduid als de Jahn–Teller-verstoring of het Jahn–Teller-theorema, beschrijft de verstoring van de symmetrie in niet-lineaire moleculen onder bepaalde omstandigheden. Het effect is genoemd naar  Hermann Arthur Jahn en Edward Teller die met behulp van groepentheorie aantoonden dat niet-lineaire, ontaarde moleculen niet stabiel konden zijn. Het theorema van Jahn-Teller stelt dat wanneer in een niet-lineair molecule met ontaarde energie-niveaus van de grondtoestand de elektronische bezetting ongelijk verdeeld is, een geometrische verstoring zal optreden waardoor de ontaarding wordt opgeheven. Dit is terug te voeren op het feit dat de verstoring leidt tot een verlaging van de energie van het systeem.

## Coördinatieverbindingen

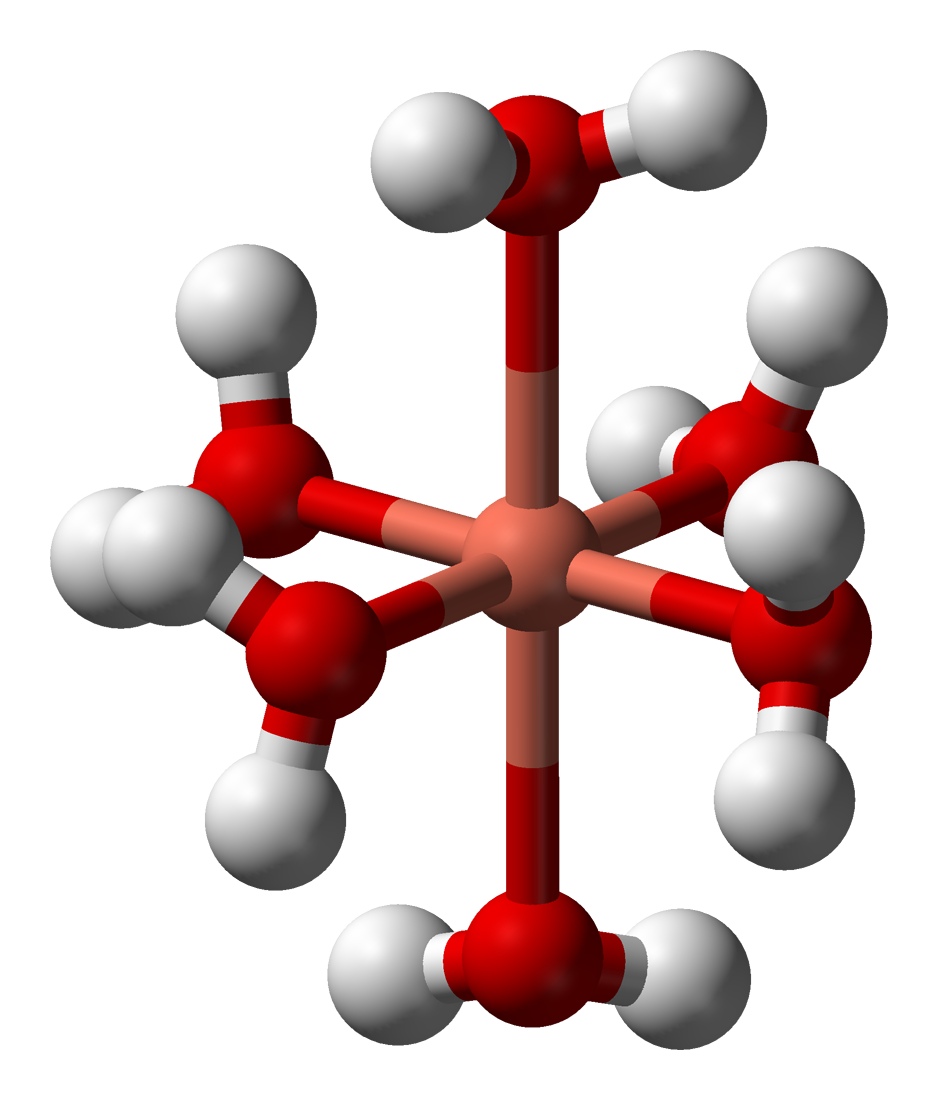
Het Jahn–Teller effect is verantwoordelijk voor de verstoring van de geometrie in het hexa-aquakoper(II)-ion, waarin anders een octaëdrische geometrie verwacht zou worden. De twee axiale Cu−O-afstanden zijn 238 pm lang, terwijl de vier equatoriale Cu−O-afstanden ongeveer 195 pm lang zijn.

Het Jahn-Teller-effect komt het meest voor in octaëdrische complexen van de overgangsmetalen, waarbij het koper(II)-ion een vaak gebruikt voorbeeld is. De d9 elektronenconfiguratie van dit ion leidt tot drie elektronen in twee ontaarde eg-niveaus, wat aanleiding geeft tot een dubbel ontaarde grondtoestand. Dit soort complexen zal een verstoring ondervinden langs de axiale bindingsas (namelijk een elongatie van de 2 axiale bindingen en een compressie van de 4 equatoriale bindingen), wat tot gevolg heeft dat de ontaarding van de orbitalen wordt opgeheven en de totale energie-inhoud van het systeem vermindert.
De verstoring heeft meestal tot gevolg dat de z-as langer wordt (elongatie), in enkele gevallen is een verkorting van de z-as gemeten (compressie). Het Jahn–Teller theorema voorspelt enkel de verstoring, maar niet de richting ervan. Als een verlenging van de bindingsafstand optreedt is een bijkomend effect dat er minder (afstotende) interactie zal zijn tussen het elektronenpaar van de ligand dat de binding verzorgt en de elektronen in orbitalen met een z-component in het ion (zoals het dz²-orbitaal in overgangsmetalen). Hierdoor vindt verlaging van de energie plaats. 
In complexen met een octaëdrische symmetrie is het optreden van het Jahn–Teller-effect het best zichtbaar indien een oneven aantal elektronen in het centrale deeltje aanwezig is in de eg-orbitalen. Het klassieke voorbeeld is de d9-configuratie bij Cu2+. Ook bij d7- of d4-metaalionen wordt het waargenomen, omdat zij beschikken over dubbel ontaarde grondtoestanden met ongelijke elektronenbezetting.
Strikt genomen zou het effect ook moeten optreden als de ontaarding het gevolg is van elektronen in t2g-orbitalen (een configuratie zoals d1 of d2, die beiden drievoudig ontaard zijn). Het effect is daar minder opvallend, omdat de t2g-orbitalen niet direct in de richting van de liganden wijzen, waardoor er nauwelijks energiewinst geboekt wordt door de liganden op een verdere afstand te brengen. Ook voor complexen met een tetraëdrische configuratie is de verstoring kleiner, omdat ook daar de bij de ontaarding betrokken orbitalen niet rechtstreeks naar de liganden wijzen en de interactie-energie bijgevolg kleiner is.
In onderstaande tabel zijn de verwachte verstoringen voor octaëdrische coördinatie-complexen vermeld (z = zwak effect; s = sterk effect):
| Aantal d-elektronen | 1 | 2 | 3 | 4 | 5 | 6 | 7 | 8 | 9 | 10 |
| ------------------- | - | - | - | - | - | - | - | - | - | -- |
| Hoogtespincomplex   | z | z |   | s |   | z | z |   | s |    |
| Laagtespincomplex   | z | z |   | z | z |   | s |   | s |    |

Het Jahn–Teller-effect kan experimenteel vastgesteld worden via de UV/VIS-spectroscopie van anorganische verbindingen. Doorgaans wordt een splitsing van de absorptieband waargenomen. In de kristalstructuur van koper(II)-complexen is het effect goed waarneembaar.

## Organische chemie
Ook in de organische chemie wordt het Jahn–Teller-effect waargenomen. Een voorbeeld daarvan is cyclo-octatetraeen (COT), al zijn niet alle bronnen het daarmee eens. Geen discussie is er over het optreden van het effect in het radicalair anion van COT. Berekeningen tonen aan dat ook hier het Jahn-Teller-effect moet optreden.
Daarnaast treedt het Jahn-Teller-effect ook op bij het kation van benzeen. In normale toestand bevatten de pi-moleculaire orbitalen van benzeen 6 elektronen. Vier daarvan bezetten het eerste ontaarde niveau. De bezettingsgraad is echter gelijk in beide orbitalen, zodat geen Jahn-Teller-effect wordt waargenomen. Indien echter een benzeen-kation wordt gevormd, is er wel een ongelijke bezetting aanwezig. Dit resulteert in een geometrische wijziging van de benzeenstructuur ten gevolge van het Jahn-Teller-effect dat de degeneratie opheft. De puntgroep van benzeen wijzigt van D6h tot D3h.